# Farní sbor Českobratrské církve evangelické v Libici nad Cidlinou
Farní sbor Českobratrské církve evangelické v Libici na Cidlinou je jedním ze sborů tvořících Poděbradský seniorát. Má kazatelskou stanici v Opolanech, kde byl v minulosti samostatný sbor. Farářkou sboru je Marta Zemánková, kurátorem sboru je Pavel Pistor.

## Faráři sboru
Libice
- 2018 - Marta Zemánková
- 2009-2017 Martin T. Zikmund
- 1999–2006 Jiří Hoblík
- 1989–1998 Tomáš Matějovský
- 1953–1989 Zdeněk Soušek
- 1946–1952 Ladislav Šklíba
- 1937–1945 František Varcl
- 1928–1936 František Šedý
- 1895–1927 František Novák
- 1879–1895 Alois Jelen
- 1846–1879 Jan Jelen
- 1839–1844 Štěpán Šoltész
- 1789–1837 Mojžíš z Tardy

Opolany

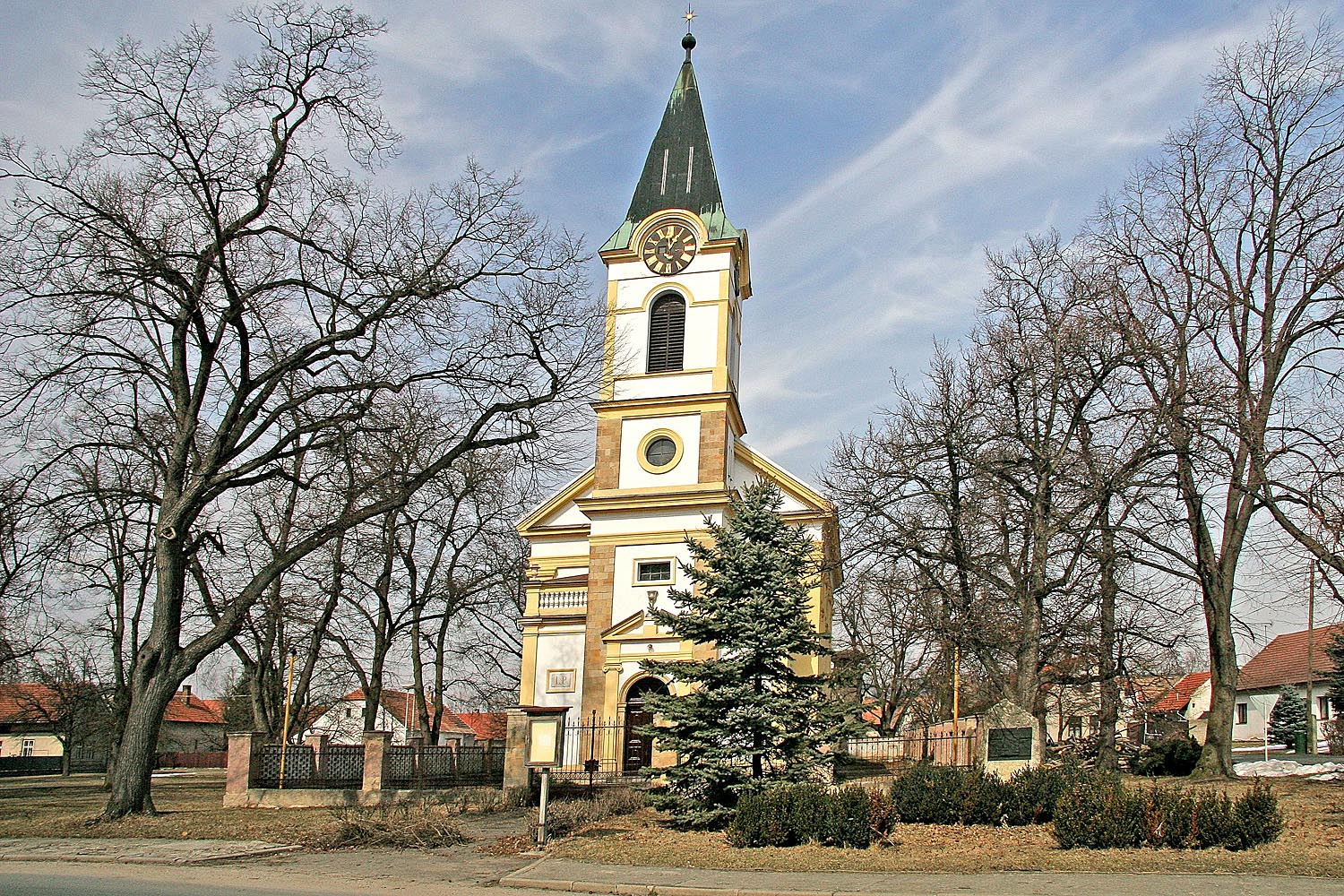
Evangelický kostel v Opolanech

- 1992–1992 Marie Mikulová-Thulstrupová
- 1979–1989 Jaroslava Soušková
- 1971–1979 Jarmila Chládková-Kvízová
- 1956–1971 Miroslav Hejl

## Kurátoři sboru
Libice
- od 1991 Pavel Pistor
- 1975–1991 Josef Moravec
- 1971–1975 František Bláha
- 1953–1971 Bohuslav Křička

Opolany
- 1993–1997 Václav Jeník
- 1991–1993 Zdenka Hradecká
- 1978–1991 Berta Píšová
- 1974–1978 Josef Šimáně
- 1961–1974 František Steklý